# Niño Ricardo
Niño Ricardo, artiestennaam van Manuel Serrapi Sánchez, (Sevilla, 11 juli 1904 - aldaar, 14 april 1972) was een Spaans flamencogitarist en componist.
Wanneer aan Niño Ricardo wordt gerefereerd, wordt daarbij vaak gezegd dat hij de meest aan de flamenco toegewijde gitarist ooit was. Hij speelde een beslissende rol in de evolutie van de flamencogitaar. Manuel Serrapi Sánchez werd op 11 juli 1904 in het centrum van Sevilla geboren, waar hij altijd zou blijven wonen. De artiestennaam Niño Ricardo ontstond toen hij als kleine jongen optrad; el niño de Ricardo (de zoon van Ricardo), en werd uiteindelijk Niño Ricardo.
Zijn hele carrière stelde hij zijn gitaar in dienst van de cante flamenco (flamencozang). Hij is dan ook op talloze opnamen als begeleider te horen, vaak met de groten uit het vak. Zelden gaf hij solo gitaarconcerten. Toch wordt in zijn jaren zijn spelstijl door velen gezien als de invloedrijkste stijl naast die van Sabícas. Kenmerkend in zijn opnames is zijn zachte, bijna kreunend en steunend, meezingen met zijn gitaar. Zijn grote kracht haalde hij uit de relatieve eenvoud van zijn spel, nooit een noot te veel spelend. Qua techniek was hij niet meest onderlegde guitarero, doch zijn muzikale stijl is een voorbeeld voor velen. Onder andere Paco de Lucía noemde juist hem als zijn grootste voorbeeld.
Hij overleed aan de gevolgen van levercirrose.
- Bibsys: 12029445
- Biblioteca Nacional de España: XX855028
- Bibliothèque nationale de France: cb13839779z (data)
- Gemeinsame Normdatei: 114636279X
- International Standard Name Identifier: 0000 0000 2720 0724
- MusicBrainz: dbc4006c-1732-48aa-b04a-84e0c64499fd
- Nationale Bibliotheek van Israël: 987007419819405171
- Réseau des bibliothèques de Suisse occidentale: 02-A008777092
- Système universitaire de documentation: 158022718
- Virtual International Authority File: 100253026